# Tossa de Mar
Tossa de Mar (Castiliaans: Tosa de Mar) is een Spaanse badplaats en gemeente met 5.498 inwoners (1 januari 2016) aan de Costa Brava in de comarca Selva, provincie Girona, autonome regio Catalonië. Het ligt ongeveer 100 kilometer ten zuiden van de Franse grens en 95 kilometer ten noorden van Barcelona. Het ligt vlak bij het bij jongeren populaire vakantieoord Lloret de Mar. Tossa de Mar is minder toeristisch dan Lloret en heeft daardoor meer zijn Spaans karakter behouden.
Het seizoen aan de Costa Brava duurt van april tot en met september. Barcelona ligt op vijf kwartier van Tossa met de bus. De trein komt alleen in Blanes, er gaat wel een bus van Tossa naar Blanes met overstap in Lloret.

## Trivia
- In Tossa de Mar werd de dramatische fantasyfilm Pandora and the Flying Dutchman (1951) opgenomen.

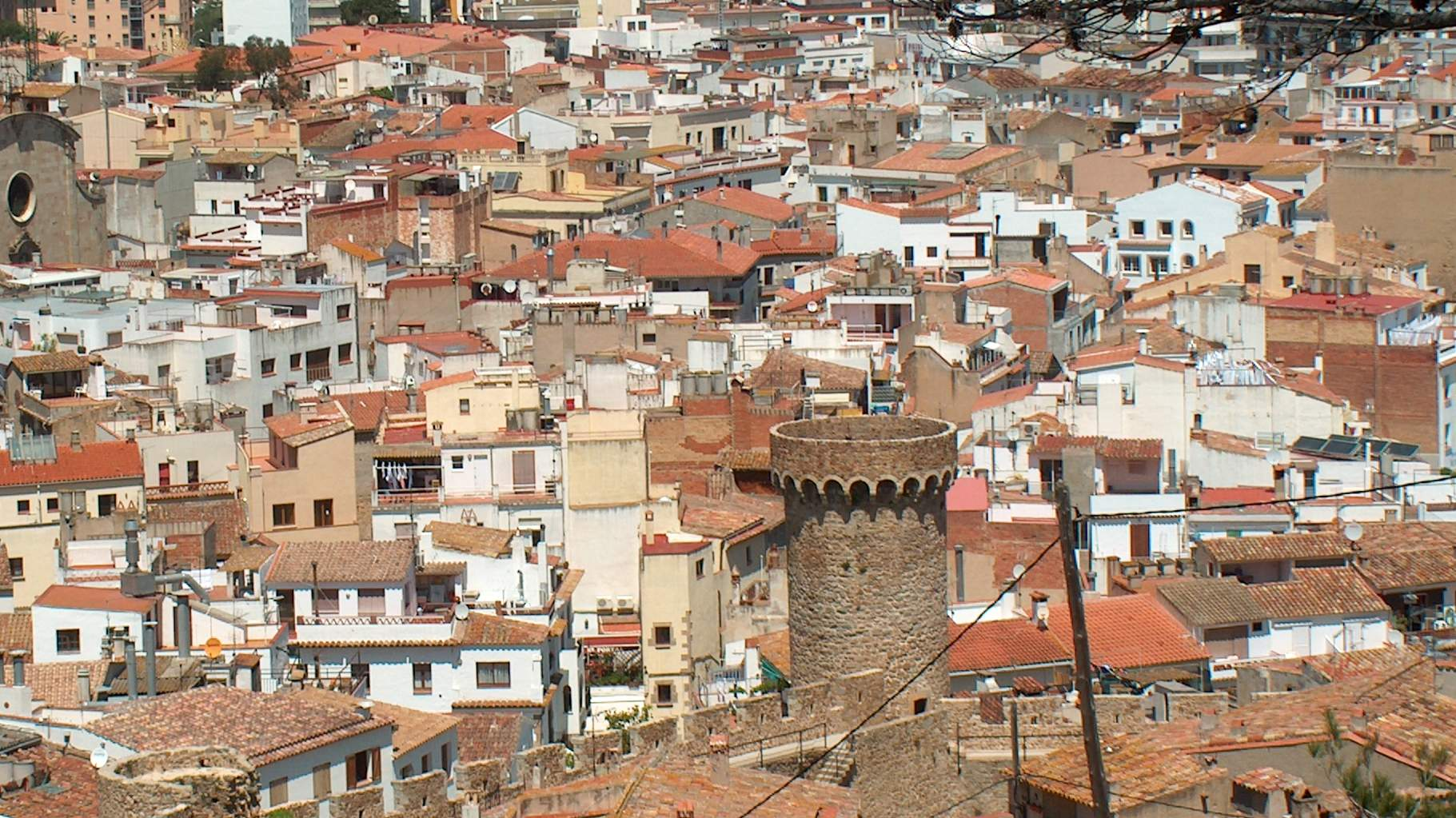
Tossa de Mar

## Demografische ontwikkeling
Bron: INE, 1857-2011: volkstellingen